# Os Aspones
Os Aspones foi uma série de humor brasileira produzida e exibida pela TV Globo de 5 de novembro a 17 de dezembro de 2004, em 7 episódios. Criada por Fernanda Young e Alexandre Machado.
Contou com Selton Mello, Andréa Beltrão, Pedro Paulo Rangel, Marisa Orth e Drica Moraes nos papéis principais.

## Sinopse
Ela apresentava um grupo de funcionários públicos, mais conhecidos como aspones (Assessores de Porcaria Nenhuma), que trabalham no FMDO (Fichário Ministerial de Documentos Obrigatórios), uma repartição pública onde não se tem o que fazer. Assim, criam o FMDO (Falar Mal Dos Outros), o que faz com que eles se ridicularizem entre si e aos que ali se dirigem.

## Elenco
| Interprete         | Personagem |
| ------------------ | ---------- |
| Selton Mello       | Tales      |
| Andréa Beltrão     | Leda Maria |
| Pedro Paulo Rangel | Caio       |
| Marisa Orth        | Anete      |
| Drica Moraes       | Moira      |

## Episódios
O Primeiro Dia - 5 de novembro de 2004
- Mário Schoemberger - Dr. Góes

O Segundo Dia - 12 de novembro de 2004
- Mário Schoemberger - Dr. Góes
- Antônio Fragoso - Augusto

O Grande Dia - 19 de novembro de 2004
- Daniel Dantas - Rogério Agripino Magalhães Neto

A Primeira Segunda - 26 de novembro de 2004
- Betty Lago - Patrícia Sales Santos
- Murilo Grossi - Carlos
- Beto Bruno - Marcos

O Mau Dia no Escritório - 3 de dezembro de 2004
- Gabriel Braga Nunes - Paulo Rodrigues Nunes Filho

Paranóias de Escritório - 17 de dezembro de 2004
- Mário Schoemberger - Dr. Góes
- Cacau Protásio - Estagiária
- Ricardo Valente - Correio
- Daniel Barcellos - Cubano

## Produção

### Abertura
A abertura do programa mostrava um corredor cheio de arquivos que se abriam e revelavam a ficha de cada funcionário da repartição pública. No fim, uma gaveta é aberta e surge uma pasta que é carimbada com o logotipo da série.

## Exibição
Foi reprisada pelo Viva entre 27 de agosto e 6 de outubro de 2015.

### Outras Mídias
Em 5 de agosto de 2024, foi disponibilizada na íntegra pelo Globoplay, como parte do Projeto Resgate.